# Henri Dumat
Pour les articles homonymes, voir Dumat.
Henri Dumat est un footballeur français né le 20 février 1947 à Bordeaux. Il était milieu de terrain.

## Biographie
Henri Dumat joue à l'AC Ajaccio, au Stade de Reims, au Club Deportivo Castellón en Espagne, au Troyes A.F et à l'AS Angoulême. 
Il termine sa carrière à Libourne en 1981. Au total il aura joué 79 matchs en Division 1 (67 avec Troyes et 12 avec Ajaccio), 252 matchs en Division 2 et 20 matchs en Liga.

## Palmarès
- Champion de France de D2 (Groupe B) en 1973 avec Troyes

## Statistiques
- 79 matchs et 13 buts en Division 1
- 252 matchs et 38 buts en Division 2
- 20 matchs et 2 buts en Liga